# Journées mondiales de la jeunesse 1987

Les Journées mondiales de la jeunesse 1987 sont un rassemblement de jeunes catholiques du monde entier qui s'est déroulé à Buenos Aires en Argentine les 11 et 12 avril 1987. C'était la première édition tenue dans une ville autre que Rome.

## Préparation

### Thème
Le thème choisi par le pape Jean-Paul II pour ces journées est tiré du quatrième chapitre de la Première épître de Jean, verset 16 : « Et nous, nous avons reconnu l'amour que Dieu a pour nous, et nous y avons cru ».

### Hymne
L'hymne de ces Journées Mondiales de la Jeunesse avait pour titre "un nuevo sol" ("un nouveau soleil").
|           | Espagnol | Français |
| --------- | --- | --- |
| Couplet 1 | Una tierra que no tiene fronteras sino manos que juntas formarán una cadeña más fuerte que la guerra y que la muerte. Lo sabemos: el camino es el amor.       | Une terre qui n'a pas de frontières mais des mains qui formeront ensemble une chaîne plus forte que la guerre et que la mort. Nous le savons : le chemin est l'amour.    |
| Couplet 2 | Una patria más justa y más fraterna donde todos construyamos la unidad donde nadie es desplazado, porque todos son llamados. Lo sabemos: el camino es el amor | Une patrie plus juste et plus fraternelle où nous construisons tous l'unité où personne n'est déplacé puisque tous sont appelés. Nous le savons : le chemin est l'amour. |
| Refrain   | Un nuevo sol se levanta sobre la nueva civilización que nace hoy. Una cadeña más fuerte que el odio y que la muerte. Lo sabemos: el camino es el amor.        | Un nouveau soleil se lève sur la nouvelle civilisation qui naît aujourd'hui. Une chaîne plus forte que la haine et que la mort. Nous le savons : le chemin est l'amour.  |
| Couplet 3 | La justicia es la fuerza de la paz el amor, quien hace perdonar. La verdad, la fuerza que nos da liberación. Lo sabemos: el camino es el amor                 | La justice est la force de la paix l'amour, qui fait pardonner. La vérité, la force qui nous donne la libération. Nous le savons : le chemin est l'amour.                |
| Couplet 4 | El que tiene comparte su riqueza y el que sabe no impone su verdad. El que manda entiende que el poder es un servicio. Lo sabemos: el camino es el amor       | Celui qui partage sa richesse et qui sait n'impose pas sa vérité. Celui qui commande comprend que le pouvoir est un service. Nous le savons : le chemin est l'amour.     |
| Couplet 5 | El que cree contagia con su vida y el dolor se cubre con amor porque el hombre se siente solidario con el mundo. Lo sabemos: el camino es el amor.            | Celui qui croit infecte sa vie et sa douleur est couverte d'amour parce que l'homme se sent solidaire avec le monde. Nous le savons : le chemin est l'amour.             |

## Déroulement
Alors que la première journée mondiale de la jeunesse a eu lieu à l'échelle des diocèses le week-end des Rameaux de 1986, l'année suivante est prévue au plan international. Contrairement aux JMJ ultérieures, la dimension de pèlerinage n'existe pas encore.
L'essentiel des participants des JMJ de Buenos Aires étaient argentins.
Les JMJ de 1987 ont eu lieu dans le cadre du voyage apostolique de Jean-Paul IIen Uruguay et en Argentine qui s'est déroulé du 31 mars au 12 avril 1987. Le Pape est arrivé en Argentine le 6 avril.

### 11 avril
La messe d'ouverture a eu lieu dans la basilique Notre-Dame de Luján , le 11 avril 1987. La veillée avant la messe de clôture a été divisée en trois blocs : argentin, latino-américain et mondial, pour chacun le pape a délivré un message différent.

### 12 avril
L'acte central était la messe de clôture célébrée devant l'Obélisque de Buenos Aires, le 12 avril, dimanche des Rameaux, devant plus d'un million de personnes. C'était la première fois qu'un pape célébrait un dimanche des Rameaux en dehors de Rome.